# Шахджаханпур (округ)
Шахджаханпур (англ. Shahjahanpur) — округ в индийском штате Уттар-Прадеш. Административный центр — город Шахджаханпур. Площадь округа — 4575 км². По данным всеиндийской переписи 2001 года население округа составляло 2 547 855 человек. Уровень грамотности взрослого населения составлял 49,09 %, что ниже среднеиндийского уровня (59,5 %).